# Solitaire, Namibia
Solitaire este un oraș din Namibia. 